# Индијски смеђи мунгос
Индијски смеђи мунгос (лат. Urva fusca) је врста сисара из реда звери и породице мунгоси (Herpestidae), припада роду Urva која потиче из западних Гата у Индији и западне обале Шри Ланке и уведени су на острво Фиџи.

## Таксономија
Врста је први описана у складу са правилима биномне номенклатуре 1838. године од стране британског природњака Џорџа Роберта Вотерхауса који ју је назвао Herpestes fusca. Опис је објављен у британском годишњем часопису „Proceedings of the Zoological Society of London“. Холотип је дошао из Индије. Холотип се састојао од кожа купљених на зоолошким распродајама, од којих је већина дошла из Мадраса (неколико их је дошло са планине Нилгири).
Аутори Илустроване контролне листе сисара света препознају четири подврсте. Основни таксономски подаци подврсте (изузев номинативне) су представљени у табели испод:
| Подврста        | Оригинално име                | Аутор и година описа | Типски локалитет                                                                            | Холотип                          |
| --------------- | ----------------------------- | -------------------- | ------------------------------------------------------------------------------------------- | -------------------------------- |
| U. f. phillipsi | Herpestes flavidens phillipsi | O. Thomas, 1924      | Имање Масаканде, на надморксој висини од 914 метара. Гамадува, централна провинција Цејлон. | Одрасли мужјак (BMNH 23.12.15.1) |
| U. f. rubidior  | Herpestes fuscus rubidior     | Pocock, 1937         | Анасигала, на надморској висини од 30 метара, Матугама, западна провинција Цејлон           | Одрасли мужјак                   |
| U. f. siccata   | Herpestes flavidens siccatus  | O. Thomas, 1924      | Вероватно Арипо, близу Манара, северна провинција Цејлон                                    | Одрасли мужјак (BMNH 72.4.17.1)  |

У претходним таксонским аналазима сматрало се да је U. fusca једна врста са U. brachyura, али су други аутори указали на то да U. fusca треба да остане засебна врста. Индијски црвени мунгос често је био сврстан у род Herpestes", међутим на основу молекуларних анализа, утврђено је да род Herpestes, који традиционално обухвата различите врсте из група Herpestes, Urva, Garelella и Xenogale, представља парафилетску групу. Парафилетизам указује на то да одређена таксономска класификација не укључује све потомке заједничког предка, што је у супротности са принципима кладистичке класификације. Као резултат ових открића, азијске врсте су рекласификоване и укључене у ревитализовани род Urva, чиме се постиже конзистентност са филогенетским подацима.
- Индијски смеђи мунгос из западних Гата, Индија
- Индијски смеђи мунгос из западних Гата, Индија
- Илустрација H. f. maccarthiae

## Етимологија
- Urva: непалски назив Arva за мунгоса који се храни раковима[15].
- fusca: лат. fuscus „тамно, црно, смеђе”.
- phillipsi: Вилијам Ват Адисон Филипс (1892–1981), британски зоолог са Цејлона.[7].
- rubidior: лат. rubidior, rubidioris „црвени”, упоредни облик придева rubidus „румени”, и ruber „црвен, ђумбир”.
- siccata: лат. siccatus „осушен, сув”, од siccare „сушити”, od siccus „сув”.

## Распострањеност
Индијски смеђи мунгос се јавља у јужној Индији и Шри Ланки. У јужној Индији налази се дуж западне границе округа Кодагу, у Вирајпету у јужном Кодагуу и Утакаманду у планинама Нилгири; у Тигер Скола у планинама Пални, у планинама Меџамалај у округу Мадурај, у резервату тигрова Калакад Мунданџурај на планини Агастиа Мала, на висоравни Валпараи у планинама Анамалај у Тамил Надуу и у Националном парку Еравикулам, резервату тигрова Парамбикулам и Пеумеду у Керали. На острву Вити Леву на Фиџију откривено је велика популација мунгоса; ово је прва позната интродукција смеђег мунгоса и можда потиче од пара доведеног из непознатог извора у приватног зоолошког врта касних 1970-их година.
Распрострањеност варира у зависности од подврсте;
- U. fusca fusca – југозападна Индија (Западни Гати).
- U. fusca phillipsi – Шри Ланка (централна провинција).
- U. fusca rubidior – Шри Ланка (западна провинција).
- U. fusca siccata – северна Шри Ланка (северна провинција).

## Опис
Велики мунгос снажно грађеног тела. Индијски сиви мунгос је релативно велика и тешка врста мунгоса са снажно грађеним телом. Достиже дужину главе и трупа од око 33 до 48 центиметара. Реп је дужине 19 до 33 центиметра и стога заузима између 69 и 70% дужине тела. Тежина је око 2 до 7 килограма. Крзно је црно-браон боје, прошарано жутим и пешчаним мрљама, а шапе су црне. Крзно на стомаку је браонкасто, мало светлије него на врху. Контурна длака на стражњици је дуга приближно 40 до 60 милиметара. Поддлака је на врху маслинастожута, у основи тамно сиво-браон боје (код неких јединки може бити тамнија). Реп је чупав, чини отприлике 60–70% дужине главе и тела. У поређењу са јаванским мунгосом (Herpeste javanicus), предњи део бубне дупље (bulla timpanica) је спљоштен и спушта се испод потиљачних туберкула. Врста има три секутића (Incisivi), један очњак (Caninus), четири преткутњака (Praemolares) и два кутњака (Molares) у свакој половини вилице у горњој и доњој вилици. Зубна формула је I {\displaystyle {\tfrac {3}{3}}} C {\displaystyle {\tfrac {1}{1}}} P {\displaystyle {\tfrac {4}{4}}} M {\displaystyle {\tfrac {2}{2}}} = 40

## Понашање
Индијски смунгос насељава густе шуме и суседна подручја. У Шри Ланки се јавља у равничарским шумама, у централном, планинском делу земље и у сушној зони. У југозападној Индији се такође се може наћи на плантажама чаја и кафе на надморској висини од 900 до 1.400 метара и у зимзеленим шумама на надморској висини од 450 до 2.000 метара. Индијски смеђи мунгос је ноћна живоитња, преферира да живи у изолацији и одржава своја станишта у густим шумама. Генерално је стидљива животиња које избегава контакт са људима, али понекад улазиу приградске баште да се храни змијама и мишевима. Када му прети опасност, побећи ће у рупу, али ће се жестоко борити када је сатеран у ћошак. На основу неколико фотографија и посматрања, утврђено је да воде и ноћни начин живота. Живи на тлу; углавном је усамљена (иако су забележена ретка виђења у паровима или малим групама).
Мало се зна о његовој исхрани и техникама лова, иако је у Анамалајсу примећено да једе лешеве великих сисара као што је индијски гаур (Bos gaurus), а у Вапарају је виђен на депонијама смећа.<ref name=iucn> Када су спремни за размножавање, индијски смеђи мунгоси се укопавају у густо збијене стене и рађају два до три млада. Смеђи мунгос је опортунистички месождер, храни се првенствено малим глодарима, змијама, гуштерима, пауцима, ларвама, птицама, јајима, жабама, а понекад и бобицама и цвећем.
Мало се зна и о репродукцији. Порођај се обично одвија у добро сакривеном насипу укопаном испод корена дрвета, испод стене или мравињака. Женка рађа три до четири штенета у било које доба године.

## Угроженост
На Црвеном списку угрожених врста Међународне уније за очување природе и природних ресурса (IUCN) класификована је  као LC (најмање забрињавајуће). Чини се да је смеђи мунгос прилично прилагођен својим промењеним стаништима и није баш специјализован за своје навике. Иако конкретни подаци о величини популације на терену нису доступни за ову врсту у било којем делу његовог арела, тренутни подаци указују на то да је то релативно криптична врста, али да може бити локално уобичајена, чак и у стаништима модификованим људима. Претње за смеђег мунгоса нису добро познате, али губитак станишта, фрагментација и деградација могу имати одређени утицај на његову популацију. Широко распрострањена појава на пољопривредном земљишту сугерише да употреба агрохемикалија може представљати претњу за овог мунгоса – вероватно чак и већу од саме пољопривреде. Постоји одређени ниво случајног хватања у замку и других облика лова. Даља теренска и еколошка истраживања би разјаснила утицај различитих потенцијалних претњи којима је смеђи мунгос изложен, али како је недавно примећено на плантажама кафе и чаја у веома фрагментираном шумском пејзажу, релативна стабилност станишта и недостатак лова на овог мунгоса сугеришу да су свеукупне претње ниске.